# Avalonia

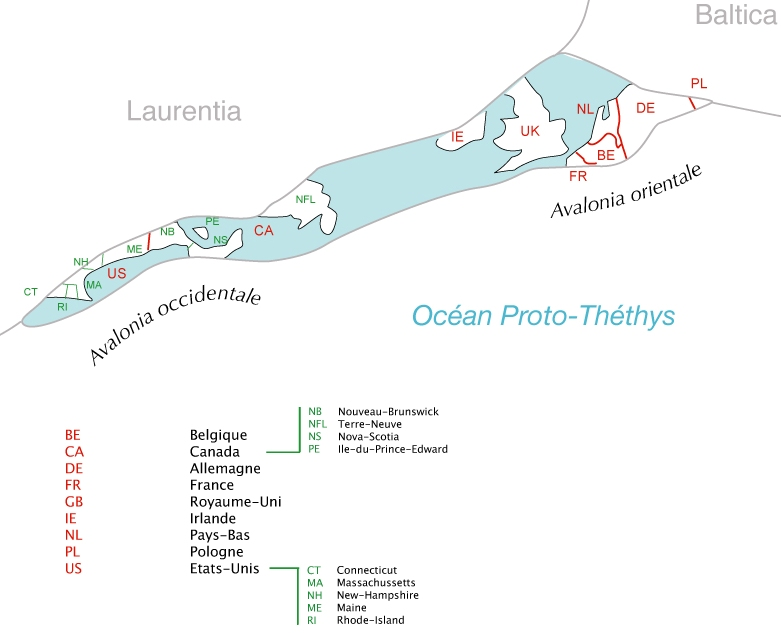
Avalonia

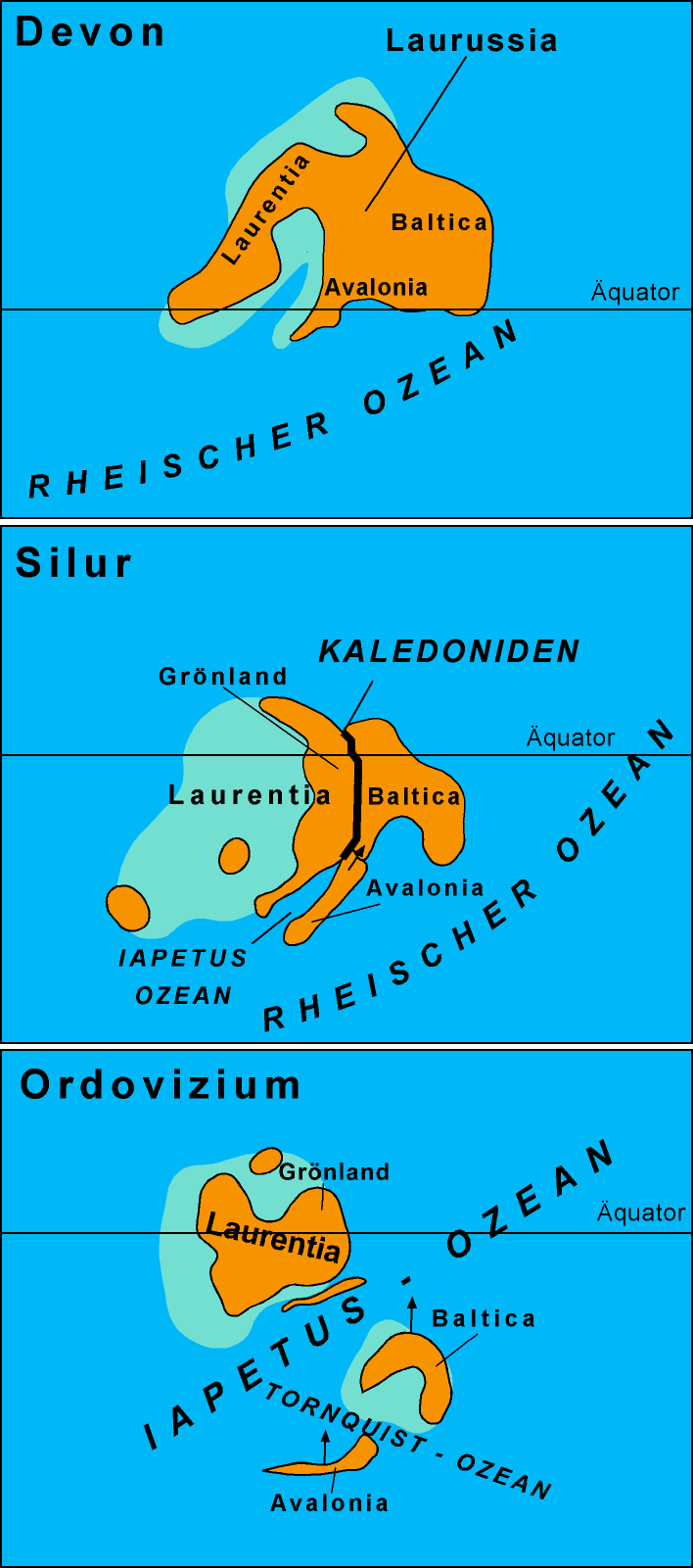
Avalonia, Baltica och Laurentia. (namn på tyska.)

Avalonia är den paleokontinent som utgör dagens sydvästra England, södra Wales och södra delen av Irland och Nordamerikas östra kust. Avalonia är döpt efter Avalonhalvön på Newfoundlandön i Kanada. 

### Fotnoter
1. ↑  ”The Geological Formation of Britain” (på engelska). BBC. 22 oktober 2009. http://www.bbc.co.uk/programmes/b00n8t48. Läst 11 februari 2016.